# Montdoré
Montdoré est une commune française située dans le département de la Haute-Saône, la région culturelle et historique de Franche-Comté et la région administrative Bourgogne-Franche-Comté.

## Géographie

### Communes limitrophes
| La Basse-Vaivre | Selles                        | Alaincourt |
| Demangevelle    | Montdoré                      | Vauvillers |
| Hurecourt       | Polaincourt-et-Clairefontaine | Melincourt |

### Climat
Pour des articles plus généraux, voir Climat de la Bourgogne-Franche-Comté et Climat de la Haute-Saône.
En 2010, le climat de la commune est de type climat des marges montargnardes, selon une étude du Centre national de la recherche scientifique s'appuyant sur une série de données couvrant la période 1971-2000. En 2020, Météo-France publie une typologie des climats de la France métropolitaine dans laquelle la commune est dans une zone de transition entre le climat océanique altéré et le climat océanique altéré et est dans la région climatique  Lorraine, plateau de Langres, Morvan, caractérisée par un hiver rude (1,5 °C), des vents modérés et des brouillards fréquents en automne et hiver. 
Pour la période 1971-2000, la température annuelle moyenne est de 9,8 °C, avec une amplitude thermique annuelle de 17 °C. Le cumul annuel moyen de précipitations est de 938 mm, avec 13,1 jours de précipitations en janvier et 9,6 jours en juillet. Pour la période 1991-2020, la température moyenne annuelle observée sur la station météorologique de Météo-France la plus proche, « Venisey », sur la commune de Venisey à 12 km à vol d'oiseau, est de 11,0 °C et le cumul annuel moyen de précipitations est de 850,7 mm. 
La température maximale relevée sur cette station est de 39,7 °C, atteinte le 25 juillet 2019 ; la température minimale est de −17,4 °C, atteinte le 30 décembre 2005,,. 
Les paramètres climatiques de la commune ont été estimés pour le milieu du siècle (2041-2070) selon différents scénarios d'émission de gaz à effet de serre à partir des nouvelles projections climatiques de référence DRIAS-2020. Ils sont consultables sur un site dédié publié par Météo-France en novembre 2022.

## Urbanisme

### Typologie
Au 1er janvier 2024, Montdoré est catégorisée commune rurale à habitat très dispersé, selon la nouvelle grille communale de densité à sept niveaux définie par l'Insee en 2022.
Elle est située hors unité urbaine et hors attraction des villes,.

### Occupation des sols
L'occupation des sols de la commune, telle qu'elle ressort de la base de données européenne d’occupation biophysique des sols Corine Land Cover (CLC), est marquée par l'importance des territoires agricoles (72,7 % en 2018), en diminution par rapport à 1990 (73,7 %). La répartition détaillée en 2018 est la suivante : 
prairies (38 %), terres arables (29 %), forêts (27,2 %), zones agricoles hétérogènes (5,7 %), zones urbanisées (0,1 %). L'évolution de l’occupation des sols de la commune et de ses infrastructures peut être observée sur les différentes représentations cartographiques du territoire : la carte de Cassini (XVIIIe siècle), la carte d'état-major (1820-1866) et les cartes ou photos aériennes de l'IGN pour la période actuelle (1950 à aujourd'hui).

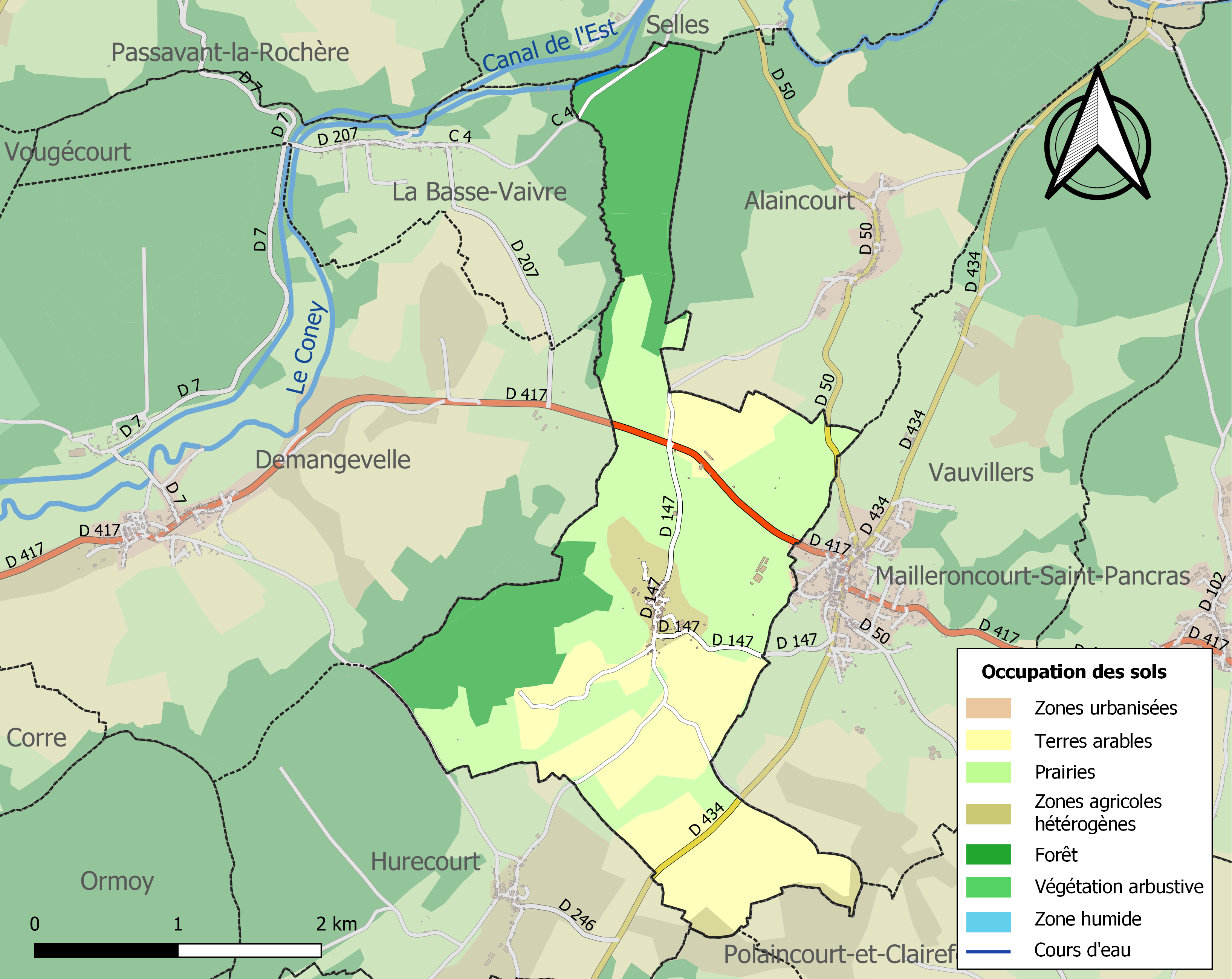
Carte des infrastructures et de l'occupation des sols de la commune en 2018 (CLC).

## Histoire
Des sarcophages mérovingiens y ont été découverts à la fin du XIXe siècle.
Montdoré apparaît dans l'histoire en 1150 avec les seigneurs d'Onormont, mais une forteresse se dressait sans doute dès le IXe siècle.
En 1300 un nouveau château est construit par Hugues de Vienne.
Le village et le château fort auront à souffrir des maux de la guerre de Dix Ans, Montdoré est alors en grande partie en ruine et avec 10 familles restantes sur une population d'environ 900 habitants au début du conflit.
En 1668, Clément de Courtaillon emménage dans son nouveau château situé au centre du bourg, il sera détruit dans les années 1960.
Les Courtaillon furent seigneurs de Montdoré. Clément de Thomassin fut seigneur de Montdoré[réf. nécessaire]. Mondoré faisait partie des terres dites de surséances, disputées entre la Lorraine et la Franche-Comté entre XVe et le XVIIIe siècle.

## Politique et administration

Carte départementale montrant en rouge les communes de la communauté de communes de la Haute Comté.

### Rattachements administratifs et électoraux
La commune fait partie de l'arrondissement de Vesoul du département de Saône-et-Loire, en région Bourgogne-Franche-Comté. Pour l'élection des députés, elle dépend de la deuxième circonscription de la Haute-Saône.
Elle faisait partie depuis 1801 du canton de Vauvillers. Dans le cadre du redécoupage cantonal de 2014 en France, la commune est désormais rattachée au canton de Jussey.

### Intercommunalité
La commune fait partie  de la communauté de communes de la Haute Comté, créée le 1er janvier 2014 et qui succède à trois petites intercommunalités.

### Liste des maires

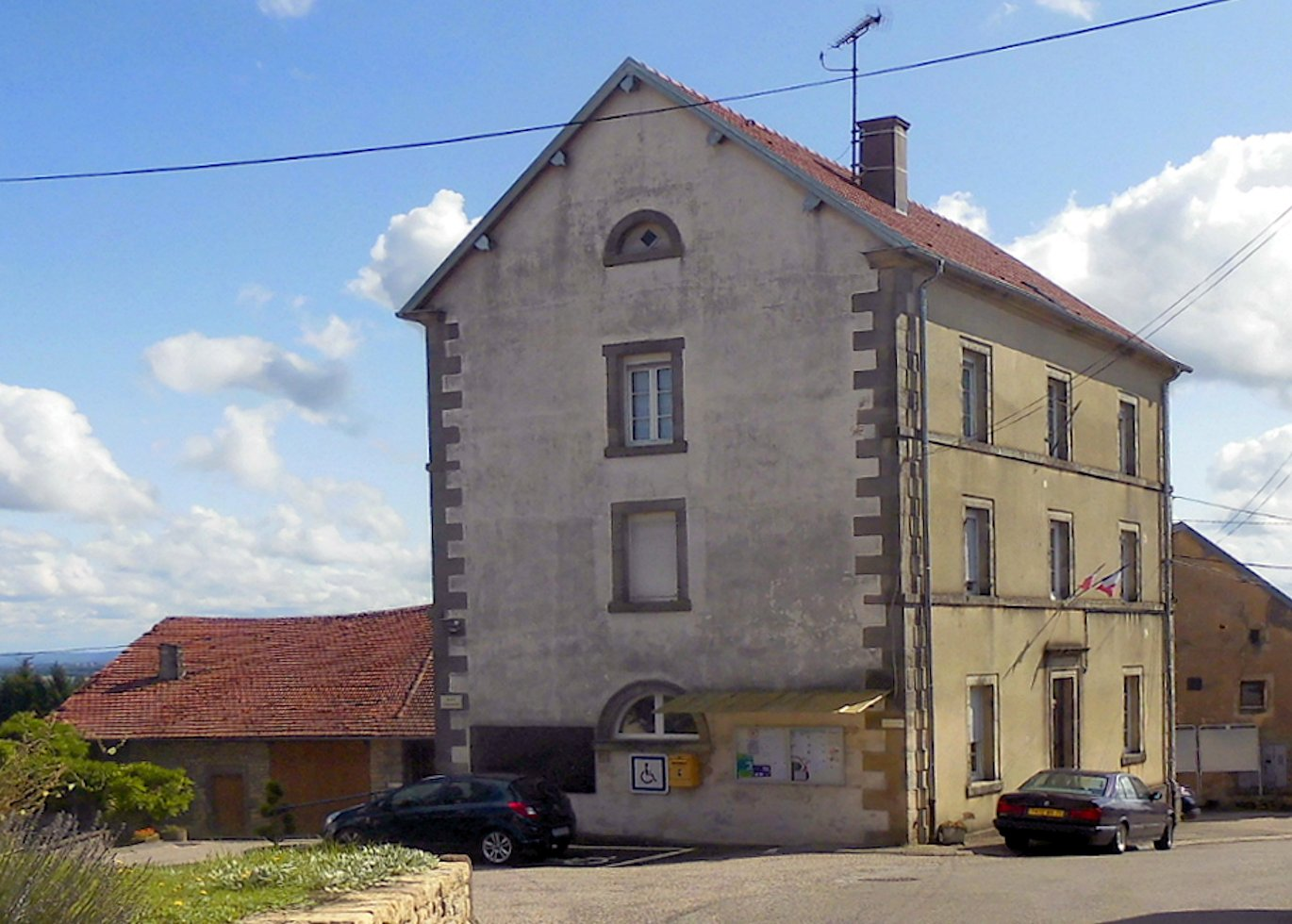
La mairie.

| Période                                  | Période                   | Identité           | Étiquette | Qualité                                                              |
| ---------------------------------------- | ------------------------- | ------------------ | --------- | -------------------------------------------------------------------- |
| Les données manquantes sont à compléter. |                           |                    |           |                                                                      |
| années 1920                              |                           | Paul Hayaux        |           |                                                                      |
| Les données manquantes sont à compléter. |                           |                    |           |                                                                      |
| juin 1995                                | mars 2014                 | Denis Guenot       |           |                                                                      |
| mars 2014                                | En cours (au 26 mai 2020) | M. Claude Fournier |           | Ancien officier dans l’Armée de terre Réélu pour le mandat 2020-2026 |

## Démographie
L'évolution du nombre d'habitants est connue à travers les recensements de la population effectués dans la commune depuis 1793. Pour les communes de moins de 10 000 habitants, une enquête de recensement portant sur toute la population est réalisée tous les cinq ans, les populations de référence des années intermédiaires étant quant à elles estimées par interpolation ou extrapolation. Pour la commune, le premier recensement exhaustif entrant dans le cadre du nouveau dispositif a été réalisé en 2006.

En 2022, la commune comptait 70 habitants, en évolution de −2,78 % par rapport à 2016 (Haute-Saône : −1,4 %, France hors Mayotte : +2,11 %).
| 1793 | 1800 | 1806 | 1821 | 1831 | 1836 | 1841 | 1846 | 1851 |
| ---- | ---- | ---- | ---- | ---- | ---- | ---- | ---- | ---- |
| 397  | 372  | 411  | 400  | 413  | 412  | 383  | 389  | 384  |

| 1856 | 1861 | 1866 | 1872 | 1876 | 1881 | 1886 | 1891 | 1896 |
| ---- | ---- | ---- | ---- | ---- | ---- | ---- | ---- | ---- |
| 307  | 322  | 332  | 338  | 315  | 285  | 255  | 269  | 260  |

| 1901 | 1906 | 1911 | 1921 | 1926 | 1931 | 1936 | 1946 | 1954 |
| ---- | ---- | ---- | ---- | ---- | ---- | ---- | ---- | ---- |
| 249  | 236  | 202  | 165  | 155  | 147  | 141  | 119  | 88   |

| 1962 | 1968 | 1975 | 1982 | 1990 | 1999 | 2006 | 2011 | 2016 |
| ---- | ---- | ---- | ---- | ---- | ---- | ---- | ---- | ---- |
| 74   | 73   | 75   | 72   | 92   | 64   | 69   | 64   | 72   |

| 2021 | 2022 | - | - | - | - | - | - | - |
| ---- | ---- | - | - | - | - | - | - | - |
| 73   | 70   | - | - | - | - | - | - | - |

## Culture locale et patrimoine

### Lieux et monuments
- Église Saint-Martin de Montdoré
- Mairie-école, datant de 1842. L'école s'y est tenue jusqu'en 1963 et des travaux  de rénovation et d'accessibilité y ont été menés en 2015[20].
- Substructures du château qui a été totalement rasé au XVIIe siècle.

### Personnalités liées à la commune
- Frédéric Macler, spécialiste des langues et civilisations orientales.

### Héraldique
La famille de Montdoré (olim Montdorey) portait pour armes : « D'azur à une montagne d'or ».